# 珊瑚阿氏杜父魚
珊瑚阿氏杜父魚，為輻鰭魚綱鮋形目杜父魚亞目杜父魚科的其中一種，為亞熱帶海水魚，分布於東太平洋美國加州中部至墨西哥下加利福尼亞半島海域，棲息深度可達21公尺，體長可達14公分，棲息在沿岸底層水域，生活習性不明。

## 擴展閱讀
維基物種上的相關：珊瑚阿氏杜父魚